# 莫灝
莫灝（1423年—？），字景淵，順天府宛平縣人，民籍，明朝政治人物。進士出身。

## 生平
正统十二年（1447年）順天府鄉試第一名。景泰二年（1451年）辛未科會試第一百八十六名，殿試登進士第三甲第十八名。

## 家族
曾祖莫子琪，曾任全州知州。祖父莫孟恭。父亲莫伯暘。